# 1985-ös finn labdarúgó-bajnokság (első osztály)
Az 1985-ös finn labdarúgó-bajnokság (Mestaruussarja) a finn labdarúgó-bajnokság legmagasabb osztályának ötvenötödik alkalommal megrendezett bajnoki éve volt. A pontvadászat 12 csapat részvételével zajlott. A bajnokságot a HJK Helsinki csapata nyerte.  

## Lebonyolítás
Az alapszakasz 12 csapat részvételével zajlott. A bajnokság végén az első négy helyen végzett együttes rájátszásban döntötte el a bajnoki cím sorsát.

### Alapszakasz
| #  | Csapat               | M  | Gy | D | V  | RG | KG | Pont |
| -- | -------------------- | -- | -- | - | -- | -- | -- | ---- |
| 1  | TPS Turku (O)        | 22 | 13 | 3 | 6  | 45 | 22 | 29   |
| 2  | HJK Helsinki (O) (B) | 22 | 11 | 6 | 5  | 41 | 23 | 28   |
| 3  | KePS Kemi (O)        | 22 | 11 | 6 | 5  | 31 | 18 | 28   |
| 4  | Ilves Tampere (O)    | 22 | 11 | 5 | 6  | 39 | 23 | 27   |
| 5  | Kuusysi Lahti        | 22 | 13 | 1 | 8  | 47 | 35 | 27   |
| 6  | KuPS Kuopio          | 22 | 10 | 5 | 7  | 42 | 27 | 25   |
| 7  | RoPS Rovaniemi       | 22 | 9  | 4 | 9  | 30 | 30 | 22   |
| 8  | Haka Valkeakoski     | 22 | 8  | 3 | 11 | 32 | 36 | 19   |
| 9  | PPT Pori             | 22 | 7  | 5 | 10 | 27 | 41 | 19   |
| 10 | OTP Oulu (O)         | 22 | 7  | 0 | 15 | 23 | 49 | 14   |
| 11 | Koparit Kuopio (O)   | 22 | 5  | 4 | 13 | 19 | 38 | 14   |
| 12 | KPV Kokkola (R)      | 22 | 5  | 2 | 15 | 18 | 52 | 12   |

## Rájátszás

### Elődöntők
- Ilves Tampere – TPS Turku 3–1 ; 1–1
- KePS Kemi – HJK Helsinki 3–2 ; 0–1

### A harmadik helyért
- TPS Turku – KePS Kemi 1–0 ; 0–1 ; 4–5

### Döntő
- Ilves Tampere – HJK Helsinki 1–0 ; 1–4

## Külső hivatkozások
- Hivatalos honlap (finnül)
- Finnország – Az első osztály tabelláinak listája az RSSSF-en (angolul)